# Aristida mandoniana
Aristida mandoniana är en gräsart som beskrevs av Johannes Jan Theodoor Henrard. Aristida mandoniana ingår i släktet Aristida och familjen gräs.
Artens utbredningsområde är Bolivia. Inga underarter finns listade i Catalogue of Life.